# Nolito
Manuel Agudo Durán (Sanlúcar de Barrameda, 15 de octubre de 1986), conocido como Nolito, es un exfutbolista español que jugaba como delantero o centrocampista.

## Trayectoria

### Inicios
Nolito nace en Sanlúcar de Barrameda, Cádiz, en 1986. Abandonado a los 21 meses de nacer, fue criado por sus abuelos maternos, Dolores y Manuel. A los 15 años debutó en Tercera División con el Atlético Sanluqueño y poco después, con 17 años en 2003, abandonó Sanlúcar de Barrameda para proseguir en su carrera como futbolista, poniendo rumbo a la Ciudad Deportiva de Paterna del Valencia Club de Fútbol para jugar en su equipo juvenil, donde estuvo dos años y llegó incluso a participar con el filial valencianista, el Valencia Mestalla. La falta de continuidad y la distancia de casa le hicieron regresar a Andalucía en 2005.

### Écija Balompié
Jugó en Écija Balompié durante 2 temporadas. En la primera logró marcar un gol al Real Madrid en un partido de Copa del Rey en el año 2006 en el Estadio San Pablo con un marcador de 1-1. En el segundo año en el club astigitano, temporada 2007-2008, quedó campeón del Grupo IV, siendo uno de los jugadores más destacados junto a Pepe Díaz, y quedándose a las puertas del ascenso en la última eliminatoria frente al Huesca.

### F. C. Barcelona
En julio de 2008 se incorporó a la disciplina del F. C. Barcelona para actuar en su equipo filial, el Fútbol Club Barcelona "B". En octubre de dicho año fue convocado por primera vez con el primer equipo barcelonista por Pep Guardiola, para un encuentro de la Copa del Rey ante el Benidorm. El 3 de octubre de 2010, debutó con el primer equipo azulgrana, sustituyendo al lesionado Pedro en el minuto 78. El 10 de noviembre, marcó su primer gol como azulgrana frente al Club Atlético de Ceuta en Copa del Rey.

### S. L. Benfica
En el verano de 2011 abandonó la disciplina del F. C. Barcelona para fichar por el Sport Lisboa e Benfica, club al que llegó con la carta de libertad pese a que en el Barça contaban con él. Tuvo un gran comienzo en el equipo portugués, al marcar tres goles durante la pretemporada, para más tarde, a los siete minutos de comenzar la liga portuguesa, contra el Gil Vicente, marcar el primer gol del Benfica en la temporada. Otros cuatro goles más le servirían para alcanzar un récord de 5 tantos en los 5 primeros partidos.

### Granada C. F.
En enero de 2013 se marchó cedido al Granada C. F. hasta final de temporada. En su medio año en el Granada, Nolito jugó un total de 17 partidos, anotando 3 goles que resultaron vitales para la salvación de los nazaríes un año más en Primera.

### R. C. Celta
A finales de junio de 2013, Nolito firmó por 4 temporadas con el Real Club Celta de Vigo. En su primera campaña como celtiña logró catorce goles, diez de ellos en la segunda vuelta, siendo el máximo realizador el equipo. El 22 de agosto renovó su contrato con el Real Club Celta de Vigo firmando hasta 2019 pese a recibir numerosas ofertas, una de ellas del Everton F. C. de la Premier League.
Comenzó la campaña 2014/15 a un ritmo fulgurante, marcando cinco goles durante los primeros diez encuentros, siendo además el mejor de su equipo, lo que le valió para ser nominado mejor jugador del mes de septiembre por la LFP y a ser llamado por primera vez por la selección española. Finalizó la temporada con un aporte de 13 goles en 36 partidos siendo el máximo goleador.

### Manchester City
El 1 de julio de 2016 firmó por cuatro años con el Manchester City por un precio de 13,8 millones £. No llegó a encajar en el equipo inglés pese a hacer una más que decente pretemporada.

### Sevilla F. C.
El 15 de julio de 2017 el Sevilla F. C. hizo oficial el principio de acuerdo y posterior fichaje hasta 2020 por un precio que rondaba los 8 millones de euros.

### R. C. Celta
El 18 de junio de 2020, con 33 años, firmó su regreso al Real Club Celta de Vigo para disputar el final de la temporada 2019-20 y ayudar al club vigués a conseguir la permanencia, ocupando la ficha de la baja del portero Sergio Álvarez. En su "redebut" con el equipo celeste el gaditano se estrenó con un gol de penalti y una asistencia en la goleada de los vigueses ante el Alavés por 6-0.

### U. D. Ibiza
El 5 de septiembre de 2022, tras haber finalizado su contrato con el club vigués en junio, firmó por la U. D. Ibiza por dos temporadas. Tras la primera de ellas, en la que anotó un único gol en los 28 partidos que disputó, rescindió su contrato y el 13 de septiembre anunció su retirada.

## Selección nacional
El 7 de noviembre de 2014, Vicente del Bosque convocó por primera vez a Nolito, debido a su buen rendimiento en el Celta, para jugar con la selección absoluta de España en el partido clasificatorio ante Bielorrusia y el amistoso ante Alemania. El 18 de noviembre de 2014 debuta como titular contra Alemania en el estadio de su equipo, Balaídos. El 18 de junio de 2015 disputa su segundo partido como internacional ante Costa Rica dando una asistencia de gol a Cesc Fàbregas que significaría el tanto de la victoria. El 12 de octubre de 2015 disputa su tercer partido como internacional ante Ucrania siendo decisivo y dando el pase que habilitaría a Thiago Alcántara para que diese el pase del 0-1. El 9 de octubre ante Luxemburgo logró un doblete ante Luxemburgo que se repitiría el 1 de octubre frente a Corea del Sur haciendo que Vicente del Bosque cuente con él para la selección española.
Marcó uno de los 3 goles del 3-0 contra Turquía en la Eurocopa de 2016.

#### Goles internacionales
| N.º | Fecha                | Estadio                               | Rival                | Gol | Resultado | Competición                |
| --- | -------------------- | ------------------------------------- | -------------------- | --- | --------- | -------------------------- |
| 1   | 29 de mayo de 2016   | AFG Arena, San Galo, Suiza            | Bosnia y Herzegovina | 1-0 | 3-1       | Amistoso                   |
| 2   | 29 de mayo de 2016   | AFG Arena, San Galo, Suiza            | Bosnia y Herzegovina | 2-0 | 3-1       | Amistoso                   |
| 3   | 1 de junio de 2016   | Red Bull Arena, Salzburgo, Austria    | Corea del Sur        | 3-0 | 6-1       | Amistoso                   |
| 4   | 1 de junio de 2016   | Red Bull Arena, Salzburgo, Austria    | Corea del Sur        | 5-0 | 6-1       | Amistoso                   |
| 5   | 17 de junio de 2016  | Allianz Riviera, Niza, Francia        | Turquía              | 2-0 | 3-0       | Eurocopa 2016              |
| 6   | 9 de octubre de 2016 | Estadio Loro Boriçi, Shkodër, Albania | Albania              | 0-2 | 0-2       | Clasificación Mundial 2018 |

## Estadísticas

### Clubes
| Écija Balompié · España          | 2.ª B         | 2006-07       | 31  | 2   | 5  | 3  | —  | — | 36  | 5   | 0.14 |
| Écija Balompié · España          | 2.ª B         | 2007-08       | 40  | 13  | 0  | 0  | —  | — | 40  | 13  | 0.33 |
| Écija Balompié · España          | Total club    | Total club    | 71  | 15  | 5  | 3  | 0  | 0 | 76  | 18  | 0.24 |
| F. C. Barcelona "B" · España     | 2.ª B         | 2008-09       | 28  | 4   | —  | —  | —  | — | 28  | 4   | 0.14 |
| F. C. Barcelona "B" · España     | 2.ª B         | 2009-10       | 41  | 12  | —  | —  | —  | — | 41  | 12  | 0.29 |
| F. C. Barcelona "B" · España     | 2.ª           | 2010-11       | 38  | 13  | —  | —  | —  | — | 38  | 13  | 0.34 |
| F. C. Barcelona "B" · España     | Total club    | Total club    | 107 | 29  | 0  | 0  | 0  | 0 | 107 | 29  | 0.27 |
| F. C. Barcelona · España         | 1.ª           | 2010-11       | 2   | 0   | 3  | 1  | 0  | 0 | 5   | 1   | 0.2  |
| F. C. Barcelona · España         | Total club    | Total club    | 2   | 0   | 3  | 1  | 0  | 0 | 5   | 1   | 0.2  |
| S. L. Benfica Portugal           | 1.ª           | 2011-12       | 29  | 11  | 7  | 1  | 12 | 3 | 48  | 15  | 0.31 |
| S. L. Benfica Portugal           | 1.ª           | 2012-13       | 6   | 1   | 6  | 0  | 3  | 0 | 15  | 1   | 0.07 |
| S. L. Benfica Portugal           | Total club    | Total club    | 35  | 12  | 13 | 1  | 15 | 3 | 63  | 16  | 0.25 |
| Granada C. F. · España           | 1.ª           | 2012-13       | 17  | 3   | —  | —  | —  | — | 17  | 3   | 0.18 |
| Granada C. F. · España           | Total club    | Total club    | 17  | 3   | 0  | 0  | 0  | 0 | 17  | 3   | 0.18 |
| R. C. Celta de Vigo · España     | 1.ª           | 2013-14       | 35  | 14  | 2  | 0  | —  | — | 37  | 14  | 0.38 |
| R. C. Celta de Vigo · España     | 1.ª           | 2014-15       | 36  | 13  | 1  | 0  | —  | — | 37  | 13  | 0.35 |
| R. C. Celta de Vigo · España     | 1.ª           | 2015-16       | 29  | 12  | 0  | 0  | —  | — | 29  | 12  | 0.41 |
| Manchester City F. C. Inglaterra | 1.ª           | 2016-17       | 19  | 4   | 5  | 0  | 6  | 2 | 30  | 6   | 0.2  |
| Manchester City F. C. Inglaterra | Total club    | Total club    | 19  | 4   | 5  | 0  | 6  | 2 | 30  | 6   | 0.2  |
| Sevilla F. C. · España           | 1.ª           | 2017-18       | 30  | 4   | 5  | 1  | 7  | 0 | 42  | 5   | 0.12 |
| Sevilla F. C. · España           | 1.ª           | 2018-19       | 4   | 0   | 3  | 1  | 10 | 4 | 17  | 5   | 0.29 |
| Sevilla F. C. · España           | 1.ª           | 2019-20       | 15  | 3   | 3  | 2  | 2  | 0 | 20  | 5   | 0.25 |
| Sevilla F. C. · España           | Total club    | Total club    | 49  | 7   | 11 | 4  | 19 | 4 | 79  | 15  | 0.19 |
| R. C. Celta de Vigo · España     | 1.ª           | 2019-20       | 7   | 2   | —  | —  | —  | — | 7   | 2   | 0.29 |
| R. C. Celta de Vigo · España     | 1.ª           | 2020-21       | 36  | 7   | 1  | 2  | —  | — | 37  | 9   | 0.24 |
| R. C. Celta de Vigo · España     | 1.ª           | 2021-22       | 32  | 2   | 3  | 0  | —  | — | 35  | 2   | 0.06 |
| R. C. Celta de Vigo · España     | Total club    | Total club    | 175 | 50  | 7  | 2  | 0  | 0 | 182 | 52  | 0.29 |
| U. D. Ibiza · España             | 2.ª           | 2022-23       | 27  | 1   | 1  | 0  | —  | — | 28  | 1   | 0.04 |
| U. D. Ibiza · España             | Total club    | Total club    | 27  | 1   | 1  | 0  | 0  | 0 | 28  | 1   | 0.04 |
| Total carrera                    | Total carrera | Total carrera | 502 | 121 | 45 | 11 | 40 | 9 | 587 | 141 | 0.24 |
| 1. 2. 3.                         |               |               |     |     |    |    |    |   |     |     |      |

- Fuente: Ceroacero.es.

## Palmarés

### Campeonatos nacionales
| Título                      | Club            | País     | Año     |
| --------------------------- | --------------- | -------- | ------- |
| Segunda División B          | Écija Balompié  | España   | 2007-08 |
| Primera División de España  | F. C. Barcelona | España   | 2010-11 |
| Copa de la Liga de Portugal | S. L. Benfica   | Portugal | 2011-12 |

### Campeonatos internacionales
| Título                 | Club          | Sede     | Año     |
| ---------------------- | ------------- | -------- | ------- |
| Liga Europa de la UEFA | Sevilla F. C. | Alemania | 2019-20 |

### Distinciones individuales

#### Premio Manuel de Castro
| País   | Año  | Descripción                     |
| ------ | ---- | ------------------------------- |
| España | 2014 | Mejor jugador del Celta del año |

#### Premios LFP
| País   | Temporada | Categoría                                           |
| ------ | --------- | --------------------------------------------------- |
| España | 2014/15   | Premios BBVA al Mejor Jugador del Mes de septiembre |
| España | 2015/16   | Premios BBVA al Mejor Jugador del Mes de septiembre |